# 雅德维加·鲁特科夫斯卡
雅德维加·鲁特科夫斯卡（波蘭語：Jadwiga Rutkowska，1934年2月2日—2004年6月19日），波兰女子排球运动员。她曾代表波兰国家队参加1964年夏季奥林匹克运动会排球比赛，获得一枚铜牌。